# Persone di nome Kevin/Cestisti
| Questa pagina contiene informazioni ricavate automaticamente dalle voci biografiche con l'ausilio del template Bio e di un bot. L'aggiornamento è periodico e automatico e ricostruisce completamente la pagina. Se manca una persona in questa lista, sei pregato di non aggiungerla, ma accertati piuttosto che la sua voce biografica contenga il template Bio e che i dati anagrafici siano correttamente compilati. Se il template Bio manca, inseriscilo tu stesso o, in alternativa, metti l'avviso {{tmp\|Bio}} che ne segnala la mancanza. Se i dati riportati sono sbagliati, correggi direttamente la voce biografica; le modifiche saranno visibili in questa lista entro pochi giorni. Per chiarimenti vedi il progetto antroponimi. La lista contiene solo le 84 persone che sono citate nell'enciclopedia e per le quali è stato implementato correttamente il template Bio. Pagina aggiornata al 16 ott 2024. |

Questa è una lista di persone presenti nell'enciclopedia che hanno il nome Kevin e sono cestisti.

## A(1)
- Kevin Anderson, ex cestista e allenatore di pallacanestro statunitense (Dallas, n. 1988)

## B(4)
- Kevin Bleeker, cestista olandese (Alkmaar, n. 1993)
- Kevin Brooks, ex cestista e allenatore di pallacanestro statunitense (Beaufort, n. 1969)
- Kevin Bryant, cestista tedesco (Ulma, n. 1994)
- Kevin Burleson, ex cestista e allenatore di pallacanestro statunitense (Seattle, n. 1979)

## C(2)
- Kevin Capers, cestista statunitense (Winter Haven, n. 1993)
- Kevin Corre, ex cestista francese (Le Mans, n. 1985)

## D(6)
- Kevin Daley, ex cestista panamense (Panama, n. 1976)
- Kevin Dillard, cestista statunitense (Homewood, n. 1989)
- Kevin Dinal, cestista francese (Parigi, n. 1993)
- John Dorge, ex cestista e allenatore di pallacanestro australiano (Toowoomba, n. 1962)
- Kevin Duckworth, cestista statunitense (Harvey, n. 1964 - Gleneden Beach, † 2008)
- Kevin Durant, cestista statunitense (Washington, n. 1988)

## E(1)
- Kevin Edwards, ex cestista statunitense (Cleveland Heights, n. 1965)

## F(4)
- Yogi Ferrell, cestista statunitense (Greenfield, n. 1993)
- Kevin Figaro, ex cestista statunitense (Lafayette, n. 1959)
- Kevin Fletcher, ex cestista statunitense (Denver, n. 1980)
- Kevin Freeman, ex cestista statunitense (Springfield, n. 1978)

## G(4)
- Kevin Galloway, cestista statunitense (Fresno, n. 1988)
- Kevin Gamble, ex cestista e allenatore di pallacanestro statunitense (Springfield, n. 1965)
- Kevin Garnett, ex cestista statunitense (Greenville, n. 1976)
- Kevin Grevey, ex cestista statunitense (Hamilton, n. 1953)

## H(7)
- Kevin Hamilton, cestista statunitense (Queens, n. 1984)
- Kevin Hardy, ex cestista statunitense (Lake Charles, n. 1993)
- Kevin Harley, cestista francese (Trappes, n. 1994)
- Kevin Henderson, ex cestista statunitense (Baltimora, n. 1964)
- Kevin Hernández, cestista argentino (Buenos Aires, n. 1991)
- Kevin Hervey, cestista statunitense (New Braunfels, n. 1996)
- Kevin Huerter, cestista statunitense (Albany, n. 1998)

## J(5)
- Kevin Jobity, ex cestista canadese (Brooklyn, n. 1974)
- Kevin Johnson, ex cestista e politico statunitense (Sacramento, n. 1966)
- Kevin Johnson, cestista statunitense (Oakland, n. 1984)
- Kevin Jones, cestista statunitense (Mount Vernon, n. 1989)
- Kevin Joyce, ex cestista statunitense (Queens, n. 1951)

## K(3)
- Kevin Knox, cestista statunitense (Phoenix, n. 1999)
- Kevin Kokila, cestista francese (Ivry-sur-Seine, n. 2001)
- Kevin Kunnert, ex cestista statunitense (Dubuque, n. 1951)

## L(8)
- Kevin Langford, cestista statunitense (Fort Worth, n. 1985)
- Kevin Larsen, cestista danese (Copenaghen, n. 1993)
- Kevin Lisch, ex cestista e allenatore di pallacanestro statunitense (Belleville, n. 1986)
- Kevin Loder, ex cestista statunitense (Cassopolis, n. 1959)
- Kevin Loughery, ex cestista e allenatore di pallacanestro statunitense (Brooklyn, n. 1940)
- Kevin Love, cestista statunitense (Santa Monica, n. 1988)
- Kevin Lyde, ex cestista statunitense (Washington, n. 1980)
- Kevin Lynch, ex cestista statunitense (Bloomington, n. 1968)

## M(10)
- Kevin Magee, cestista statunitense (Gary, n. 1959 - Amite City, † 2003)
- Kevin Marfo, cestista statunitense (Bergenfield, n. 1997)
- Kevin Martin, ex cestista statunitense (Zanesville, n. 1983)
- Kevin McClain, cestista statunitense (Jennings, n. 1996)
- K.J. McDaniels, cestista statunitense (Birmingham, n. 1993)
- Kevin McHale, ex cestista, allenatore di pallacanestro e dirigente sportivo statunitense (Hibbing, n. 1957)
- Kevin McKenna, ex cestista e allenatore di pallacanestro statunitense (St. Paul, n. 1959)
- Kevin Melson, ex cestista statunitense (Detroit, n. 1978)
- Kevin Mendy, cestista francese (Meulan-en-Yvelines, n. 1992)
- Kevin Murphy, cestista statunitense (Atlanta, n. 1990)

## O(3)
- Kevin Olekaibe, ex cestista statunitense (Oakland, n. 1992)
- Kevin O'Shea, cestista, allenatore di pallacanestro e dirigente sportivo statunitense (San Francisco, n. 1925 - San Francisco, † 2003)
- Kevin Owens, ex cestista statunitense (Haddonfield, n. 1980)

## P(6)
- Kevin Palmer, ex cestista statunitense (Baltimora, n. 1987)
- Kevin Pangos, cestista canadese (Denison, n. 1993)
- Kevin Pittsnogle, ex cestista statunitense (Martinsburg, n. 1984)
- Kevin Porter, ex cestista e allenatore di pallacanestro statunitense (Chicago, n. 1950)
- Kevin Pritchard, ex cestista, allenatore di pallacanestro e dirigente sportivo statunitense (Bloomington, n. 1967)
- Kevin Punter, cestista statunitense (Bronx, n. 1993)

## R(2)
- Kevin Rankin, ex cestista statunitense (Wheeling, n. 1971)
- Kevin Restani, cestista e allenatore di pallacanestro statunitense (San Francisco, n. 1951 - San Francisco, † 2010)

## S(5)
- Kevin Salvadori, ex cestista statunitense (Wheeling, n. 1970)
- Kevin Smit, cestista tedesco (Oldenburg, n. 1991)
- Kevin Stacom, ex cestista e allenatore di pallacanestro statunitense (New York, n. 1951)
- Kevin Stallings, ex cestista e allenatore di pallacanestro statunitense (Collinsville, n. 1960)
- Kevin Séraphin, ex cestista francese (Caienna, n. 1989)

## T(4)
- Kevin Thalien, cestista francese (Colombes, n. 1992)
- Kevin Thompson, ex cestista statunitense (Winston-Salem, n. 1971)
- Kevin Tiggs, ex cestista statunitense (Flint, n. 1984)
- Kevin Tumba, cestista della Repubblica Democratica del Congo (Lubumbashi, n. 1991)

## W(7)
- Kevin Ware, cestista statunitense (New York, n. 1993)
- Kevin White, cestista australiano (Manly, n. 1987)
- Kevin Whitted, ex cestista, allenatore di pallacanestro e dirigente sportivo statunitense (n. 1973)
- Kevin Willard, ex cestista e allenatore di pallacanestro statunitense (Huntington, n. 1975)
- Kevin Williams, ex cestista statunitense (New York, n. 1961)
- Kevin Willis, ex cestista statunitense (Los Angeles, n. 1962)
- Kevin Wohlrath, cestista tedesco (Berlino, n. 1995)

## Y(2)
- Kevin Yebo, cestista tedesco (Bonn, n. 1996)
- Kevin Young, cestista statunitense (Riverside, n. 1990)